# Pasolini, mort d'un poète
Pour plus de détails, voir Fiche technique et Distribution.
Pasolini, mort d'un poète (titre original  Pasolini, un delitto italiano) est un film de procès dramatique italien co-écrit et réalisé par Marco Tullio Giordana, sorti en 1995.  
Le film relate le procès de Pino Pelosi, accusé du meurtre de l'artiste et cinéaste Pier Paolo Pasolini. Il est présenté en compétition à la 52e édition du Festival international du film de Venise, au cours duquel Giordana reçoit la médaille d'or des mains du président du Sénat italien. Le film a également remporté le David di Donatello du meilleur montage.  

## Synopsis
Le film retrace les dernières heures de la vie du poète et réalisateur Pier Paolo Pasolini. Le poète est tué une nuit de 1975 sur la plage d'Ostie, près de Rome. Un garçon est arrêté, Pino Pelosi qui est accusé du meurtre. La police et les juges estiment que Pelosi est le seul meurtrier de Pasolini, mais les blessures sur le corps du poète sont trop graves et profondes. Puis sont appelés à témoigner de la mort du poète sa sœur et sa mère, détruite par le chagrin. Au fil du processus, le film examine la personnalité de Pasolini et de ses œuvres, expliquant surtout ce que les gens pensent de lui en Italie. Selon certains Italiens, Pasolini était un homme provocateur et méritait son sort, étant communiste et homosexuel. Ses amis et des intellectuels se souviennent de lui comme un homme très bon et sensé, qui ne cherchait qu'à lutter contre le néo-fascisme et la mentalité cruelle et sectaire de la société de la classe moyenne.

## Fiche technique
- Titre : Pasolini, mort d'un poète
- Titre original : Pasolini, un delitto italiano
- Titre à l'international : Who Killed Pasolini?
- Réalisation : Marco Tullio Giordana
- Scénario : Marco Tullio Giordana, Sandro Petraglia, Stefano Rulli, d'après le roman d'Enzo Siciliano
- Photographie :	Franco Lecca
- Montage : Cecilia Zanuso
- Musique : Ennio Morricone
- Producteurs : Vittorio Cecchi Gori, Rita Rusic
- Sociétés de production :  Cecchi Gori Group Tiger Cinematografica, Cecchi Gori Group Leopard, Numero Cinque Srl, Flach Film (co-production)
- Société de distribution :  Cecchi Gori Distribuzione
- Pays d'origine :	 Italie
- Langue : italien
- Métrage : 2 635 mètres
- Format : Couleur et Noir et blanc — 35 mm — 1,85:1 — Son : DTS Dolby Digital
- Genre : Drame et film de procès
- Durée : 100 minutes
- Dates de sortie :
  -  Italie : 3 septembre 1995
  -  Pays-Bas : 7 mars 1996
  -  France : 1er mai 1996
  -  États-Unis : 1er novembre 1996 (New York)
  -  Suède : 11 octobre 1996

## Distribution
- Carlo De Filippi : Pino Pelosi
- Giulio Scarpati : Nino Marazzita
- Antonello Fassari : Rocco Mangia
- Claudio Bigagli: Guido Calvi
- Andrea Occhipinti : Furio Colombo
- Nicoletta Braschi: Graziella Chiarcossi
- Massimo De Francovich : Faustino Durante
- Victor Cavallo : Antonio Pelosi
- Rosa Pianeta : Maria Pelosi
- Antonio Petrocelli : Tommaso Spaltro
- Ivano Marescotti : un client di Spaltro
- Claudio Amendola : Trepalle
- Enzo Marcelli : Braciola
- Simone Melis : Bracioletta
- Adriana Asti: enseignante à la Casal del Marmo
- Toni Bertorelli: Inspecteur Pigna
- Francesco Siciliano : Journaliste
- Pier Paolo Pasolini (Images d'archives)
- Ninetto Davoli (Images d'archives)